# (5058) Tarrega
(5058) Tarrega és un asteroide descobert el 28 de juliol de 1987 per Tsutomu Seki a l'Observatori de Geisei, a l'illa de Shikoku, al Japó. La designació provisional que va rebre era 1988 UJ. Com alguns altres descoberts pel mateix astrònom, l'asteroide porta un nom relacionat amb la guitarra clàssica. En aquest cas està dedicat al compositor i guitarrista de Vila-real Francesc d'Assís Tàrrega i Eixea (1852-1909).